# Tom Hyland
Tom Hyland (* 12. Oktober 1952 in Ballyfermot, Dublin, Irland; † 24. Dezember 2024 in Dili, Osttimor) war ein irischer Menschenrechtsaktivist, der sich für das von 1975 bis 1999 von Indonesien besetzte Osttimor einsetzte.

## Werdegang
Hyland lebte den Großteil seines Lebens in Ballyfermot, einem Vorort von Dublin. Er war ursprünglich Busfahrer der CIE in Dublin. 1992 hatte er gerade ein freiwilliges Abfindungspaket akzeptiert und war arbeitslos. Als er wenig später mit Freunden Karten spielte, lief zufällig im Hintergrund auf einem Fernsehgerät Max Stahls Dokumentarfilm In Cold Blood: The Massacre of East Timor über das Santa-Cruz-Massaker von 1991, bei dem mindestens 271 Menschen ermordet wurden, 382 verletzt worden sowie weitere 270 spurlos „verschwunden“ waren. Hyland wollte sich zunächst auf das Kartenspiel konzentrieren und verlangte, den Ton des Fernsehgerätes leiser zu stellen. Aber dann konnte er nicht mehr aufhören zu schauen. Und was er sah, machte ihn wütend. Am nächsten Tag rief er mit ein paar Freunden die erste große Solidaritätskampagne für Osttimor in Irland ins Leben, die East Timor Solidarity Campaign (ETISC). Sie begannen Druck auf die irische Regierung auszuüben, um wiederum Indonesien zu einem Abzug aus Osttimor zu bewegen. Allein zwischen 1992 und 1996 gab es 65 Anfragen im Dáil Éireann (irisches Unterhaus) zur Situation in Osttimor. Der Einfluss der ETISC war vor allem während der linken Regierungskoalition 1995–1997 sehr groß und brachte über die EU-Ratspräsidentschaft in der zweiten Hälfte von 1996 den Osttimorkonflikt auf die Agenda der Europäischen Union, gegen den Widerstand der Regierungen des Vereinigten Königreichs und Deutschlands.
1993 besuchte Australiens Premierminister Paul Keating Irland und informierte sich über seine Vorfahren, die 1855 vermutlich aufgrund von Vertreibung Irland verließen. Als er in Dublin Castle zum Staatsbankett gebeten wurde, organisierte die ETISC eine Mahnwache vor dem Schloss und wies auf die Parallelen zwischen Keatings Vorfahren und der Vertreibung der Menschen in Osttimor. Die Mahnwache machte auch auf die umfangreiche militärische und wirtschaftliche Unterstützung der australischen Regierung für Indonesien aufmerksam.
1997 besuchte Hyland unter dem irischen Namen Tomás Ó Haolain erstmals Osttimor. Er reiste nach Westtimor und von dort über Land nach Osttimor. Als er aber an der Grenze der Provinzen kontrolliert wurde, wurde er erkannt und von einem Offizier mit „Welcome Mr. Hyland“ begrüßt. Er und sein Begleiter, der Journalist David Shanks, wurden während des gesamten Besuchs vom indonesischen Militär beobachtet.
Als der irische Außenminister David Andrews im April 1999 als erster Außenminister der Europäischen Union das besetzte Osttimor besuchte, begleitete Hyland ihn bei der Reise. Irland beteiligte sich später an der UN-Friedenstruppe für Osttimor. 2000 kehrte Hyland erneut nach Osttimor zurück. Später wurde Hyland Honorarkonsul Osttimors in Dublin, lebte aber schon bald nach der Unabhängigkeit Osttimors in dem Land.
2019 ging Hyland nach Irland für eine Krebsbehandlung, kehrte aber schon bald nach Osttimor zurück. Er hatte sich zwar erholt, kämpfte aber weiter mit der Krankheit. Hyland starb 2024 im Hospital Nacional Guido Valadares in Osttimors Hauptstadt Dili. Der irische Staatspräsident Michael D. Higgins nannte Hyland einen „jener außergewöhnlichen Menschen, die, nachdem sie erfahren hatten, was weit weg von Irland geschah, beschlossen, in einer humanitären Angelegenheit aktiv zu werden, die nicht ignoriert werden konnte“. Osttimors Präsident José Ramos-Horta schrieb auf Facebook: „Auf Wiedersehen, Tom. Wir werden uns immer an dich erinnern. Du bist zu Max [Stahl] gestoßen, der uns zu früh verlassen hat. Beide leben in unserer Erinnerung, in unseren Geschichten weiter.“
Hyland wurde auf Dilis Friedhof von Becusi beerdigt. An der Trauerzeremonie nahmen Präsident Ramos-Horta, Außenminister Bendito Freitas, Bildungsministerin Dulce Soares und weitere Persönlichkeiten teil.

## Sonstiges
1999 wurde Hyland zum „Iren des Jahres“ gekürt. Die University of Limerick verlieh Hyland am 24. Februar 2003 die Ehrendoktorwürde. In Anerkennung ihrer Verdienste erhielt die ETISC 2015 von Osttimors Präsident Taur Matan Ruak den Ordem de Timor-Leste. Weltweit war die ETISC mit ihrem Einfluss auf Irland und die Europäische Union eine der wirksamsten Unterstützergruppen für die Unabhängigkeit Osttimors.
In Osttimor gab man Hyland den Ehrennamen Malae Maubere. „Malae“ bedeutet „Ausländer“, „Maubere“ ist eine Bezeichnung für Osttimoresen, so dass der Name in etwa „Osttimorese aus dem Ausland“ bedeutet.